# Giro de Lombardía 1974
El Giro de Lombardía 1974, la 68.ª edición de esta clásica ciclista, se disputó el 12 de octubre de 1974, con un recorrido de 266 km entre Milán y Como. El vencedor final fue el belga Roger De Vlaeminck, por delante del también belga Eddy Merckx y del italiano Constantino Conti. 

## Clasificación final
| Posición | Ciclista                 | Equipo              | Tiempo     |
| -------- | ------------------------ | ------------------- | ---------- |
| 1        | Roger De Vlaeminck       | Brooklyn            | 7h 07' 54" |
| 2        | Eddy Merckx              | Molteni             | m. t.      |
| 3        | Constantino Conti        | Zonca               | m. t.      |
| 4        | Giuseppe Perletto        | Sammontana          | + 02       |
| 5        | Frans Verbeeck           | Watney-Maes         | + 1'24     |
| 6        | Bernard Thévenet         | Peugeot-BP-Michelin | m. t.      |
| 7        | Francesco Moser          | Filotex             | m. t.      |
| 8        | Franco Bitossi           | Scic                | + 2'17     |
| 9        | Ole Ritter               | Filotex             | + 2'20     |
| 10       | Jean-Pierre Danguillaume | Peugeot-BP-Michelin | m. t.      |